# Cihurip (plaats)
Cihurip is een bestuurslaag in het regentschap Garut van de provincie West-Java, Indonesië. Cihurip telt 4879 inwoners (volkstelling 2010).